# Wiener Nachtpfauenauge

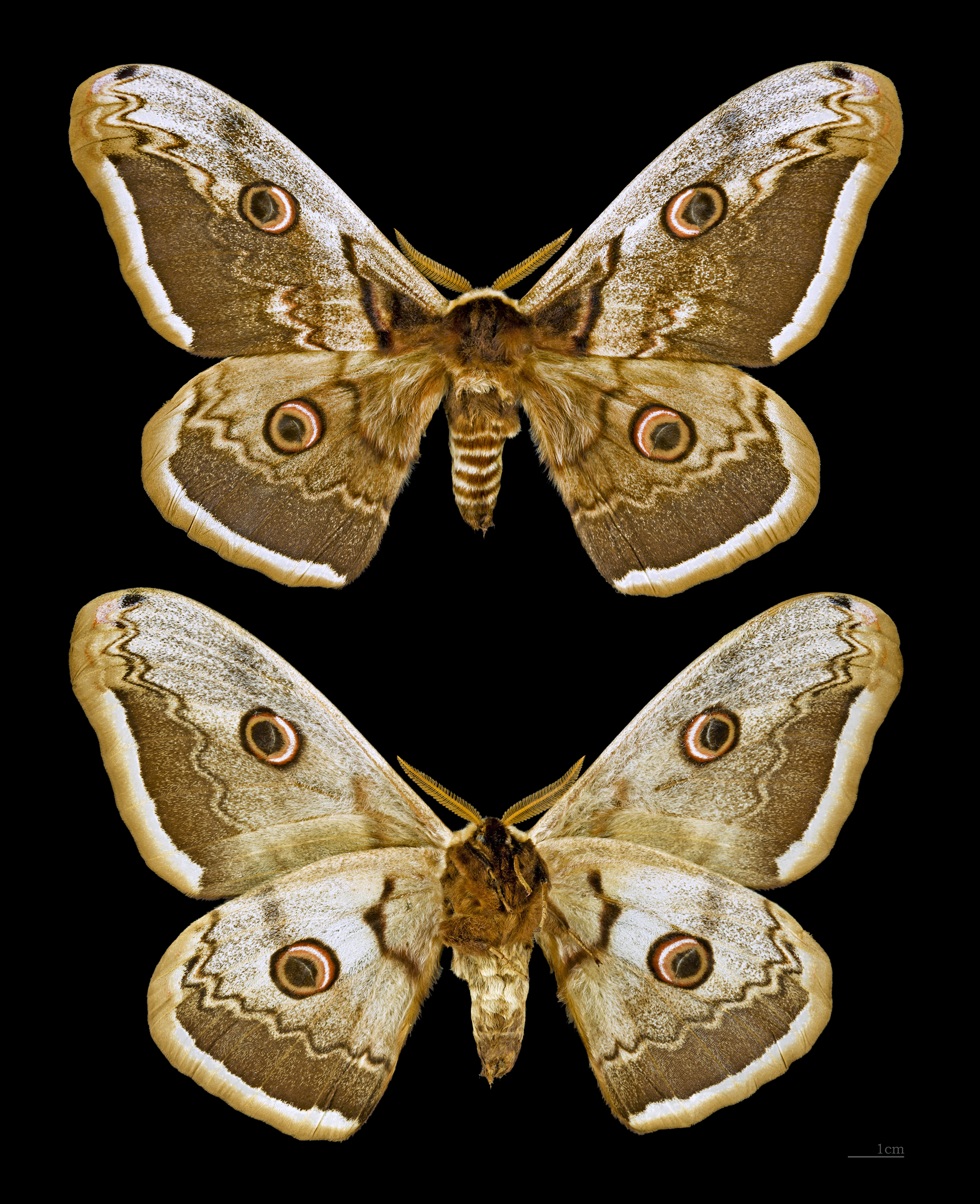
Wiener Nachtpfauenauge (Männchen)

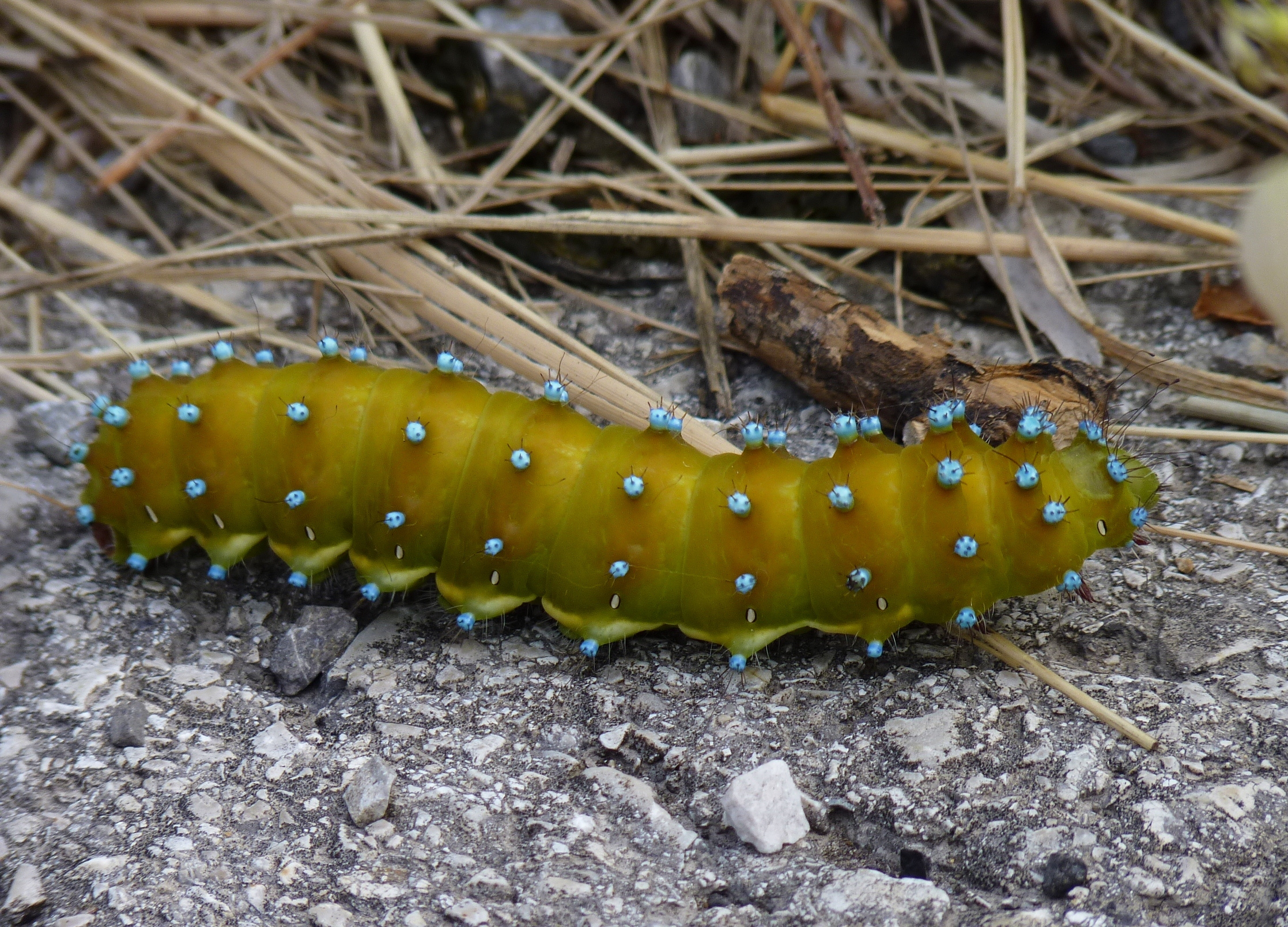
Raupe mit hellblauen Punktwarzen

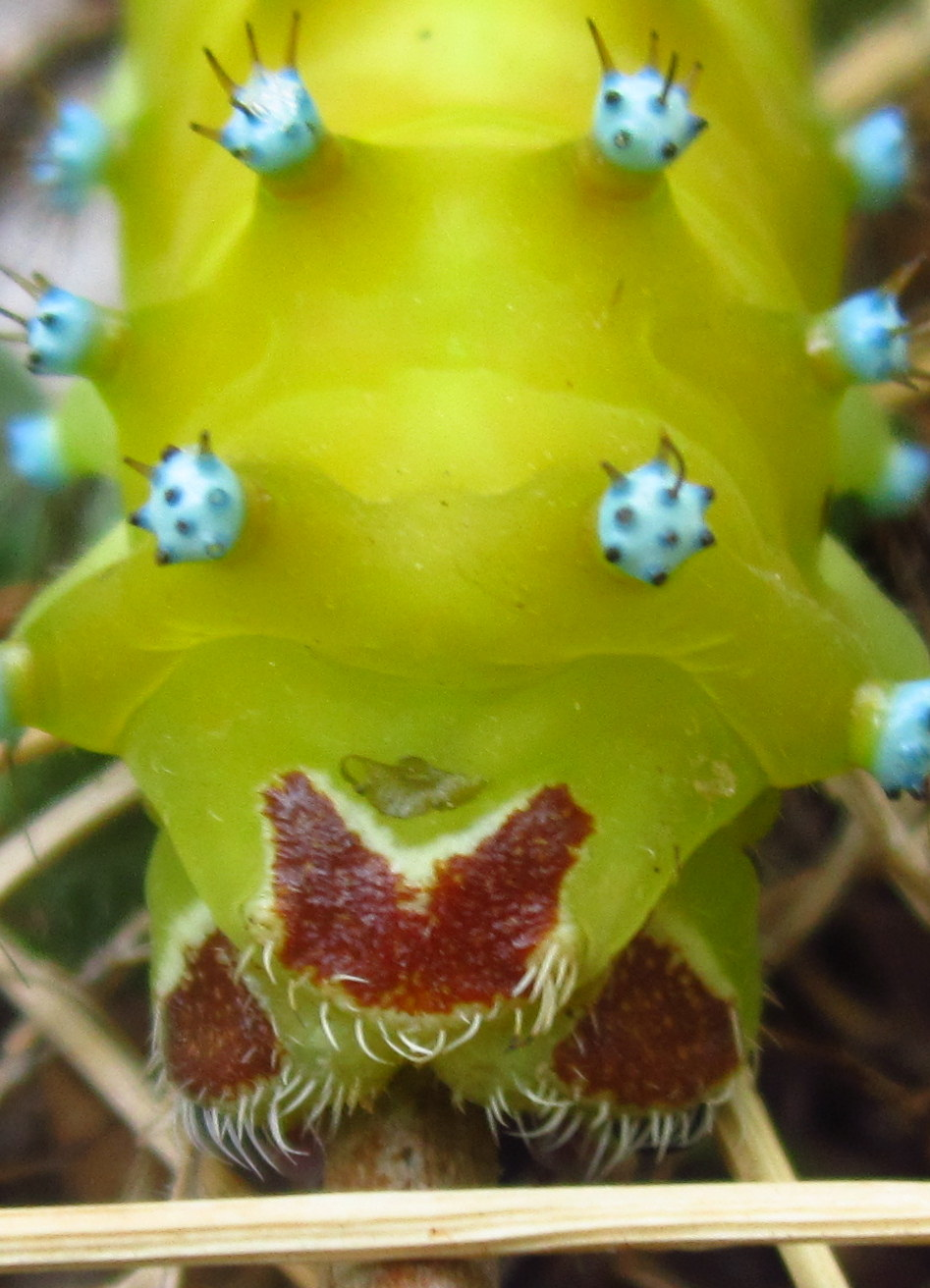
Hinterleibsende einer Raupe

Das Wiener Nachtpfauenauge (Saturnia pyri), auch Großes Nachtpfauenauge genannt, ist ein Schmetterling der Familie der Pfauenspinner (Saturniidae).

## Beschreibung
Die Falter erreichen eine Flügelspannweite von 105 bis 160 Millimetern und sind damit die größten mitteleuropäischen Schmetterlinge. Sie sind dem verwandten Kleinen Nachtpfauenauge (Saturnia pavonia) sehr ähnlich und haben auch auf jedem Flügel einen Augenfleck. Männchen und Weibchen unterscheiden sich nicht in ihrer Färbung, nur die Fühler sind bei den Männchen stark gekämmt und bei den Weibchen nur schwach gezähnt.
Die Flügelfärbung verläuft von dunkelbraun am Flügelaußenrand zu weißgrau am Flügelvorderrand. Der Außenrand ist breit ockerbraun und dahinter weiß. Etwa in der Mitte der Vorderflügel verläuft eine rot und beige gefärbte, gewellte Binde. Am Hinterflügel befindet sich eine gleiche, etwas schwächer gefärbte zwischen den hinteren Dritteln, zwischen den vorderen Dritteln verläuft eine dunkelbraune, geschwungene Linie. Eine weitere gleich gefärbte, aber fast gerade Linie verläuft nahe dem Vorderflügelansatz. Zwischen ihr und dem Flügelansatz sind die Tiere tief dunkelbraun gefärbt.
Die Raupen werden ca. 120 Millimeter lang. Sie sind hellgrün gefärbt und haben hellblaue Punktwarzen, aus denen schwarze Borsten wachsen. Am Ende ihrer Entwicklung färben sie sich gelblich orange.

### Ähnliche Arten
- Kleines Nachtpfauenauge (Saturnia pavonia)
- Mittleres Nachtpfauenauge (Saturnia spini)
- Saturnia pavoniella

## Vorkommen
Die Tiere kommen in Südeuropa und Nordafrika vor. Das erstbeschriebene Tier wurde in der Nähe von Wien gefunden, weswegen es seinen Namen hat. Sie leben in warmen Gegenden und bewohnen offenes, locker verbuschtes Gelände, Obstgärten, Parks und Alleen. Das Wiener Nachtpfauenauge kommt sehr selten im Süden Deutschlands vor. In Österreich findet man es im Osten, bis ins nördliche Weinviertel, sonst in den Südalpen. Die Art ist in ihren Populationen stark rückläufig.

## Lebensweise
Sowohl die männlichen als auch die weiblichen Falter sind nachtaktiv. Man findet sie gelegentlich beim Umschwärmen von Lichtquellen, wo sie wegen ihrer Größe an Fledermäuse erinnern.

### Nahrung der Raupen
Die Raupen ernähren sich von verschiedenen Laubbäumen und Sträuchern und sind auch an vielen Obstbäumen zu finden. Sie fressen unter anderem an Walnuss (Juglans regia), Kulturapfel (Malus domestica), Zwetschge (Prunus domestica), Edelkastanie (Castanea sativa), Rotbuche (Fagus sylvatica), Bergahorn (Acer pseudoplatanus) und Gemeine Hasel (Corylus avellana).

## Entwicklung
Die Weibchen legen bis zu 200 ihrer rötlichen, braun gefleckten Eier in kleinen Grüppchen auf die Zweige der Futterpflanzen. Populationen in Obstplantagen fallen regelmäßig den dort eingesetzten Spritzmitteln zum Opfer. Die Verpuppung findet am unteren Teil der Stämme statt. Sie bauen einen festen pergamentartigen Kokon. An einem Ende dieses Kokons befindet sich hinter einer runden Öffnung eine Reuse aus starren Borsten, die Feinde abhält. Der fertig entwickelte Falter kann durch diese Öffnung aber leicht schlüpfen.